# Dušan Lukášik (1961)
Dušan Lukášik (* 20. prosinec 1961 Ružomberok) je bývalý československý basketbalista, dvojnásobný mistr Československa.
V československé basketbalové lize v letech 1979–1993 celkem odehrál 13 sezón za kluby Baník Handlová, Slavia VŠ Praha, SVŠT Bratislava, Dukla Olomouc, Baník Cígel Prievidza. Byl dvakrát mistrem Československa (1982, 1993) a jedenkrát vicemistrem (1992). Je na 27. místě tabulky střelců československé ligy s celkovým počtem 4944 bodů. Ve slovenské basketbalové extralize mužů s BC Prievidza hrál druhou část sezóny 1992/93.
S Baník Cígel Prievidza se zúčastnil 2 ročníků evropských klubových pohárů v basketbale a to FIBA Poháru Korač (1992, 1993).
Za reprezentační družstvo Československa mužů v letech 1986–1987 odehrál 22 zápasů. Dále hrál na Mistrovství Evropy v basketbale juniorů v roce 1980 v jugoslávském Celje (8. místo).

## Hráčská kariéra

### Hráč klubů
- Československá basketbalová liga celkem 13 sezón (1979–1993) a 4944 bodů (27. místo v tabulce střelců)
- 1979–1980 Baník Handlová - 11. místo (1980)
- 1981–1983 Slavia VŠ Praha - mistr Československa (1982), 6. místo (1983)
- 1983–1986 SVŠT Bratislava - 7. místo (1986), 8. místo (1984), 10. místo (1985)
- 1986–1987 Dukla Olomouc - 5. místo (1987)
- 1987–1991 Baník Handlová - 2× 7. místo (1989, 1991), 2× 9. místo (1988, 1990)
- 1991–1994 Baník Cígel Prievidza - mistr Československa (1993), vicemistr Československa (1992)

Evropské poháry klubů
- FIBA Pohár Korač - Baník Cígel Prievidza - 3 ročníky, 10 zápasů
  - 1991-92 2 zápasy - 1. kolo Cukurova Üniver. SK Adana, Turecko (87-83, 64-80)
  - 1992-93 4 zápasy - 1. kolo BK Akademik Varna, Bulharsko (131-89, 91-96), 1/32: Taugrés Baskonia Vitoria, Španělsko (93-119, 92-111)

### Československo
- Za reprezentační družstvo Československa mužů v letech 1986–1987 hrál 22 zápasů
- Mistrovství Evropy juniorů 1980 - Celje, Jugoslávie (14 bodů /3 zápasy) 8. místo